# Bosman portu
Bosman portu – w Polsce: urzędnik urzędu morskiego stojący na czele bosmanatu.
W mniejszych portach i przystaniach żeglarskich bosman portu jest osobą będącą odpowiedzialną za stan techniczny portu i znajdującego się w nim sprzętu pływającego, podlegającą bezpośrednio administracji właściwego urzędu morskiego.

W dużych portach morskich bosman odpowiada za stan techniczny i bezpieczeństwo w obrębie jednego basenu portowego lub zespołu nabrzeży; podlega w takim przypadku właściwemu kapitanatowi.